# Юн Сандблом
Юн Сандблом (швед. John Sandblom, 5 липня 1871 — 24 липня 1948) — шведський яхтсмен.
Бронзовий призер Олімпійських Ігор 1928 року в класі 8 метрів.